# Ес-Бордес
Ес-Бо́рдес (окс. Es Bòrdes, кат. les Bordes, ісп. Las Bordas) - муніципалітет, розташований в Автономній області Каталонія, в Іспанії. Код муніципалітету за номенклатурою Інституту статистики Каталонії - 250576. Знаходиться у терсуні Ірісо району (кумарки) Баль-д'Аран (коди району - 39 та VN) провінції Льєйда, згідно з новою адміністративною реформою перебуватиме у складі Баґарії (округи) Ал-Пірінеу і Баль-д'Аран. 

## Населення
Населення міста (у 2007 р.) становить 241 особа (з них менше 14 років - 9,5%, від 15 до 64 - 75,5%, понад 65 років - 14,9%). У 2006 р. народжуваність склала 1 особа, смертність - 0 осіб, зареєстровано 1 шлюб. У 2001 р. активне населення становило 95 осіб, з них безробітних - 5 осіб.

Серед осіб, які проживали на території міста у 2001 р., 177 народилися в Каталонії (з них 116 осіб у тому самому районі, або кумарці), 24 особи приїхали з інших областей Іспанії, а 7 осіб приїхало з-за кордону. 

Університетську освіту має 15,4% усього населення. 

У 2001 р. нараховувалося 77 домогосподарств (з них 28,6% складалися з однієї особи, 27,3% з двох осіб,15,6% з 3 осіб, 14,3% з 4 осіб, 9,1% з 5 осіб, 2,6% з 6 осіб, 0% з 7 осіб, 1,3% з 8 осіб і 1,3% з 9 і більше осіб).

Активне населення міста у 2001 р. працювало у таких сферах діяльності : у сільському господарстві - 3,3%, у промисловості - 7,8%, на будівництві - 7,8% і у сфері обслуговування - 81,1%. 

 У муніципалітеті або у власному районі (кумарці) працює 33 особи, поза районом - 64 особи.

### Безробіття
У 2007 р. нараховувалося 6 безробітних (у 2006 р. - 0 безробітних), з них чоловіки становили 50%, а жінки - 50%.

## Економіка

### Підприємства міста

#### Промислові підприємства
| \| Промислові підприємства міста, за сферою діяльності \| Промислові підприємства міста, за сферою діяльності \| Промислові підприємства міста, за сферою діяльності \| \| Рік \| 2002 р. \| 2001 р. \| \| --------------------------------------------------- \| --------------------------------------------------- \| --------------------------------------------------- \| \| Енергетичні та водні ресурси \| 50% \| 50% \| \| Хімія та метали \| 0% \| 0% \| \| Переробка металів \| 0% \| 0% \| \| Продукти харчування \| 0% \| 0% \| \| Текстиль \| 0% \| 0% \| \| Виробництво меблів, видання \| 50% \| 50% \| \| Інше \| 0% \| 0% \| \| Усього підприємств \| 2 \| 2 \| |         |         |
| Промислові підприємства міста, за сферою діяльності |         |         |
| Рік | 2002 р. | 2001 р. |
| Енергетичні та водні ресурси | 50%     | 50%     |
| Хімія та метали | 0%      | 0%      |
| Переробка металів | 0%      | 0%      |
| Продукти харчування | 0%      | 0%      |
| Текстиль | 0%      | 0%      |
| Виробництво меблів, видання | 50%     | 50%     |
| Інше | 0%      | 0%      |
| Усього підприємств | 2       | 2       |

#### Сфера послуг
| \| Підприємства міста, що працюють у сфері послуг, за діяльністю \| Підприємства міста, що працюють у сфері послуг, за діяльністю \| Підприємства міста, що працюють у сфері послуг, за діяльністю \| \| Рік \| 2002 р. \| 2001 р. \| \| ------------------------------------------------------------- \| ------------------------------------------------------------- \| ------------------------------------------------------------- \| \| Гуртова торгівля \| 0% \| 0% \| \| Готелі та готельний бізнес \| 66,7% \| 66,7% \| \| Транспорт та зв'язок \| 0% \| 0% \| \| Посередницькі фінансові послуги \| 0% \| 0% \| \| Послуги підприємствам \| 0% \| 0% \| \| Послуги фізичним особам \| 0% \| 0% \| \| Нерухомість та ін. \| 33,3% \| 33,3% \| \| Усього підприємств \| 3 \| 3 \| |         |         |
| Підприємства міста, що працюють у сфері послуг, за діяльністю |         |         |
| Рік | 2002 р. | 2001 р. |
| Гуртова торгівля | 0%      | 0%      |
| Готелі та готельний бізнес | 66,7%   | 66,7%   |
| Транспорт та зв'язок | 0%      | 0%      |
| Посередницькі фінансові послуги | 0%      | 0%      |
| Послуги підприємствам | 0%      | 0%      |
| Послуги фізичним особам | 0%      | 0%      |
| Нерухомість та ін. | 33,3%   | 33,3%   |
| Усього підприємств | 3       | 3       |

## Житловий фонд
У 2001 р. 2,6% усіх родин (домогосподарств) мали житло метражем до 59 м2, 28,6% - від 60 до 89 м2, 20,8% - від 90 до 119 м2 і
48,1% - понад 120 м2.

З усіх будівель у 2001 р. 11,4% було одноповерховими, 32,5% - двоповерховими, 56,1
% - триповерховими, 0% - чотириповерховими, 0% - п'ятиповерховими, 0% - шестиповерховими,
0% - семиповерховими, 0% - з вісьмома та більше поверхами.

## Автопарк
| \| Автомобілі, зареєстровані у місті, за призначенням \| Автомобілі, зареєстровані у місті, за призначенням \| Автомобілі, зареєстровані у місті, за призначенням \| \| Рік \| 2006 р. \| 2005 р. \| \| -------------------------------------------------- \| -------------------------------------------------- \| -------------------------------------------------- \| \| Приватні автомобілі \| 65,1% \| 67,5% \| \| Мотоцикли \| 12,4% \| 11,7% \| \| Вантажівки \| 20,7% \| 19,6% \| \| Трактори \| 0% \| 0% \| \| Автобуси та ін. \| 1,8% \| 1,2% \| \| Усього автомобілів \| 169 шт. \| 163 шт. \| |         |         |
| Автомобілі, зареєстровані у місті, за призначенням |         |         |
| Рік | 2006 р. | 2005 р. |
| Приватні автомобілі | 65,1%   | 67,5%   |
| Мотоцикли | 12,4%   | 11,7%   |
| Вантажівки | 20,7%   | 19,6%   |
| Трактори | 0%      | 0%      |
| Автобуси та ін. | 1,8%    | 1,2%    |
| Усього автомобілів | 169 шт. | 163 шт. |

## Вживання каталанської мови
У 2001 р. каталанську мову у місті розуміли 99% усього населення (у 1996 р. - 94,5%), вміли говорити нею 86,4% (у 1996 р. - 
84,8%), вміли читати 84,5% (у 1996 р. - 75,1%), вміли писати 48,1
% (у 1996 р. - 38,2%). Не розуміли каталанської мови 1%.

## Політичні уподобання
У виборах до Парламенту Каталонії у 2006 р. взяло участь 116 осіб (у 2003 р. - 125 осіб). Голоси за політичні сили розподілилися таким чином:
| \| Вибори до Парламенту Каталонії \| Вибори до Парламенту Каталонії \| Вибори до Парламенту Каталонії \| \| Рік \| 2006 р. \| 2003 р. \| \| -------------------------------------- \| ------------------------------ \| ------------------------------ \| \| Конвергенція та Єднання (CiU) \| 38,8% \| 48,8% \| \| Соціалістична партія Каталонії (PSC) \| 27,6% \| 28,8% \| \| Народна партія (PP) \| 12,9% \| 12,8% \| \| Ініціатива за зелену Каталонію (IC) \| 8,6% \| 2,4% \| \| Республіканська лівиця Каталонії (ERC) \| 9,5% \| 5,6% \| \| Громадянська партія (C's) \| 0,9% \| 0% \| \| Інші \| 1,7% \| 1,6% \| |         |         |
| Вибори до Парламенту Каталонії |         |         |
| Рік | 2006 р. | 2003 р. |
| Конвергенція та Єднання (CiU) | 38,8%   | 48,8%   |
| Соціалістична партія Каталонії (PSC) | 27,6%   | 28,8%   |
| Народна партія (PP) | 12,9%   | 12,8%   |
| Ініціатива за зелену Каталонію (IC) | 8,6%    | 2,4%    |
| Республіканська лівиця Каталонії (ERC) | 9,5%    | 5,6%    |
| Громадянська партія (C's) | 0,9%    | 0%      |
| Інші | 1,7%    | 1,6%    |